# Clarice Orsini
Clarice Orsini (n. 1453, Monterotondo, Lazio, Regatul Italiei – d. 30 iulie 1488, Florența, Republica Florentină) a fost fiica lui Jacopo Orsini, senior de Monterotondo și Bracciano și a soției sale Maddalena Orsini. Născută în Statul Papal, Clarice a rămas cunoscută în istorie ca soția lui Lorenzo de' Medici (Lorenzo Magnificul), conducătorul de facto al Republicii Florentine.
Clarice și Lorenzo s-au căsătorit prin procură la data de 7 februarie 1469. Căsătoria a fost aranjată de către Lucrezia Tornabuoni, mama lui Lorenzo, care dorea ca cel mai mare fiu al ei să se căsătorească cu o femeie dintr-o familie nobilă, în scopul de a consolida statutul social al familiei Medici. Zestrea fetei a fost în valoare de 6.000 de florini. Clarice a sosit în Florența la 4 iunie 1469.
Clarice nu a fost o femeie populară în Florența, datorită personalității ei strict religioase, în contrast cu idealurile umaniste ale epocii. Lorenzo ar fi preferat să aibă ca soție o femeie florentină, pe Lucrezia Donati, căreia i-a dedicat poemele sale. Dintre cei nouă copii născuți de Clarice, trei au murit în copilărie.
În timpul Conspirației Pazzi, care avusese drept scop asasinarea lui Lorenzo și a fratelui său, Clarice și copiii au fost trimiși la Pistoia. 
Clarice a murit la 30 iulie 1488 din cauza tuberculozei.

## Copii
- Lucrezia Maria Romola de' Medici (Florenta, 4 august 1470 - 15 noiembrie 1553); s-a căsătorit pe 10 septembrie 1486 cu Jacopo Salviati și au avut 10 copii, inclusiv Cardinalul Giovanni Salviati, Cardinalul Bernardo Salviati, Maria Salviati (mama lui Cosimo I de' Medici, Mare Duce de Toscana) și Francesca Salviati (mama Papei Leon al XI-lea)
- Doi gemeni care au murit la naștere (martie 1471)
- Piero di Lorenzo de' Medici (Florenta, 15 februarie 1472 - Râul Garigliano, 28 decembrie 1503), conducătorul Florenței după moartea tatălui său, supranumit și Piero Ghinionistul
- Maria Maddalena Romola de' Medici (Florenta, 25 iulie 1473 - Roma, 2 decembrie 1528), căsătorită pe 25 februarie 1487 cu Franceschetto Cybo (fiul nelegitim al Papei Inocențiu al VIII-lea) și au avut șapte copii
- Contessina Beatrice de' Medici (23 septembrie 1474 - septembrie 1474)
- Giovanni di Lorenzo de' Medici (Florenta, 11 decembrie 1475 - Roma, 1 decembrie 1521), va deveni  Papa Leon al X-lea pe 9 martie 1513
- Luisa de' Medici (Florenta, 25 ianuarie 1477 - iunie 1488), numită și Luigia, a fost logodita cu Giovanni de' Medici il Popolano însă a murit tânără
- Contessina Antonia Romola de' Medici (Pistoia, 16 ianuarie 1478 - Roma, 29 iunie 1515), s-a căsătorit în 1494 cu Piero Ridolfi și au avut cinci copii, inclusiv Cardinalul Niccolo Ridolfi
- Giuliano di Lorenzo de' Medici, Duce de Nemours (Florenta, 12 martie 1479 - 17 martie 1516), ridicat la rang de duce de către Regele Francisc I al Franței